# Stile
Lo stile è un concetto di ampia applicazione, utilizzato nel campo delle arti e delle lettere, oltre che nella moda, nell'architettura, nel disegno industriale e nei fenomeni sociali.

## Storia
In Cicerone e in Orazio si parla di stile come di proprietà tipologica del discorso, individuando stile tragico, comico ecc.
La teoria medievale distingueva tre diversi stili, a loro volta legati a tre tipologie differenti di genere letterario:
- alto o sublime (opere legate a grandi personaggi e che raccontano vicende importanti);
- medio (opere di personaggi e vicende di media importanza);
- basso o umile (personaggi di umile condizione e vicende quotidiane). Una caratteristica della nuova era, l'Umanesimo, è ben rappresentata da François Rabelais che con Gargantua e Pantagruel smantella le frontiere tra i vari stili conciliando lo stile alto con quello basso.

La scelta linguistica è quindi legata al genere, e riguarda il lessico, ma anche la scelta dei nomi da dare ai personaggi, le ambientazioni in cui far svolgere le vicende e gli argomenti. Ma una rottura si compie con Dante (almeno secondo la lettura di Erich Auerbach), che rifiuta un latino ormai sclerotizzato per lanciare il volgare quale lingua nobile o comunque degna di trattare temi alti.
Il concetto di stile quindi si allarga e nel XVIII secolo va a significare quasi l'aspetto individuale dell'opera (tanto che Buffon dirà che "lo stile è l'uomo stesso"). Insomma, qualsiasi emozione procuri un cambiamento psichico corrisponde a un allontanamento dall'uso linguistico normale (e viceversa), anche se questo modo di dirlo è più moderno.
Le divisioni di stile secondo generi e intenzioni si sviliscono con le ricerche del XX secolo, in particolare con la distinzione saussuriana tra "langue" e "parole", quando diventa chiaro che "ogni atto di parole costituisce, anche, una scelta fra un ventaglio di possibilità offerte dalla langue" La stilistica è allora quel campo che studia "il valore affettivo dei fatti del linguaggio organizzato, e l'azione reciproca dei fatti espressivi che concorrono a formare il sistema dei mezzi d'espressione d'una lingua"
Nella seconda metà del XX si afferma il concetto di stile non più come forma (derivante dall'idea che il linguaggio è un bene comune e altamente convenzionale) che si oppone al pensiero (solo luogo improntato di personalità), ma come combinazione di forma e contenuto che detta insieme pensiero ed espressione. Non è un caso che Raymond Queneau chiami Esercizi di stile una serie di cento racconti che variano attorno allo stesso breve accadimento ripetuto.

## Descrizione
L'insieme dei tratti formali che individuano uno stile non sono fissi, ma tendono a modificarsi sia storicamente, sia geograficamente, mescolandosi e aprendo prospettive diverse all'analisi dello stile. L'attenzione allo stile però è tratto comune, avendo a che fare con nozioni variabili ma che vanno comunque individuate. In questo senso si parla di stile letterario, cinematografico, musicale, stile sportivo di un atleta, stile di un'acconciatura ecc. (come bagaglio di istruzioni tecniche, scelta degli argomenti del discorso, intonazione, gestualità, modo di produzione e altro).

## Nell'arte
Nell'arte indica la forma costante di un individuo o di un gruppo di artisti. Nella storia dell'arte serve per determinarne luogo di provenienza e datazione di un'opera e viene studiato nella sua storia, ossia partendo dall'occasione formale che ne vide la nascita, proseguendo con la sua evoluzione e anche la sua eventuale conclusione, seguendo nel contempo tutti i rapporti tra le diverse scuole artistiche. In questo senso si può parlare di stile individuale o di scuola, legato alle tecniche artistiche e alle scelte attraverso le quali è identificabile un artista o un movimento artistico. In senso generale si può infatti parlare di stile romantico, gotico, barocco, rinascimentale ecc.
Lo stile così dato si viene a configurare come portatore di qualità precise che hanno in sé un significato specifico, capace di definire valori sociali, morali e religiosi sia di un individuo sia di un'intera società, regolandosi in modo a volte normativo, diventando segno di appartenenza a canone, di giudizio di gusto o maniera.

## Nella letteratura
In letteratura, lo stile è un insieme di tratti formali che caratterizza il linguaggio di un autore, di un'opera, di un genere letterario, e che risulta da una scelta consapevole che si allontana dall'uso o dalla norma corrente.
Nella retorica antica per stile si intende più l'organizzazione dell'elocutio che la scelta dell'inventio e della dispositio, dando al concetto di stile un'idea di "ornamento" (con funzione di aumento di gradevolezza o di efficacia), legato alle figure e ai tropi.